# Glycolnitril
Glycolnitril (Hydroxyacetonitril) ist ein sehr gut wasserlösliches α-Hydroxynitril und das einfachste Cyanhydrin, das durch Addition von Cyanwasserstoff an Formaldehyd entsteht.
Da Glycolnitril leicht in die giftigen Ausgangsverbindungen zerfällt und im Alkalischen polymerisiert, wird Hydroxyacetonitril in sauren wässriger Lösungen (ca. 50 bis 70%ig) gehandelt.

## Herstellung
Die Bildung von Glycolnitril aus Formaldehyd und Cyanwasserstoff wurde bereits 1890 in der Literatur erwähnt:
Die wahrscheinliche Existenz beider Reaktanden während der präbiotischen Phase der Erdgeschichte legt die spontane Bildung von Glycolnitril (und Folgeprodukten) in einem frühen Stadium der Geochemie nahe.
Glycolnitril entsteht als erste Stufe der Biotransformation von Acetonitril durch eine NADPH-abhängige Cytochrom P450 Monooxygenase in menschlichen und tierischen Zellen.
Nach einer Laborvorschrift kann Glycolnitril durch Reaktion äquimolarer Mengen Kaliumcyanid und Formaldehyd in wässriger Lösung nach Zugabe von verdünnter Schwefelsäure zur Freisetzung von Blausäure nach intensiver Extraktion mit Diethylether und anschließender Vakuumdestillation in 76–80 %iger Ausbeute erhalten werden.
Die Laborvorschrift basiert auf einen frühen Veröffentlichung, in der diese Reaktion bereits beschrieben und das Produkt Glycolnitril nach Destillation in 88%iger Ausbeute erhalten wurde.
Bereits in der älteren Literatur wird auf die Instabilität des Glycolnitrils und seine Neigung zu spontaner heftigen Zersetzung bzw. Polymerisation bei thermischer Belastung und höheren pH-Werten hingewiesen, und die Zugabe von Säuren bei Aufarbeitung und Lagerung empfohlen.
Um die Bildung von Nebenprodukten zu unterdrücken, werden in technischen Prozessen äquimolare Mengen gereinigter Formaldehyd als 37%ige Formalin-Lösung und ammoniakfreier Cyanwasserstoff bei 30 °C und pH 5,5 zur Reaktion gebracht und das erhaltene Glycolnitril durch Ansäuern auf pH 2 stabilisiert.
In einem kontinuierlichen Verfahren werden die Reaktanden NH3 und (HCN + HCHO) im Verhältnis 3:1 in einem Rohrreaktor bei ca. 150 °C und einer Verweilzeit von ca. 15 Sekunden umgesetzt, wobei fast vollständige Reaktion zu Glycolnitril erfolgt. Als Nebenprodukt fällt durch zweimalige Substitution der Wasserstoffatome des Ammoniaks Iminodiacetonitril (IDAN) HN(CH2CN)2 an.
Besonders reines (formaldehydfreies) Glycolnitril wird erhalten, wenn die in Formalinlösung vorhandenen Oligomeren und Polymeren des Formaldehyds vor der Reaktion mit HCN durch Erhitzen auf 120 °C depolymerisiert werden. Die Reaktion liefert bei kontinuierlichem Zudosieren der Reaktanden bei 20 °C Glycolnitril in Ausbeuten bis 95 % und Reinheiten bis 99,9 %.
Die Herstellung von Glycolnitril durch Oxidation von Acetonitril mit Sauerstoff in der Dampfphase an Metallkatalysatoren ist wegen geringer Selektivitäten und Ausbeuten uninteressant.

## Eigenschaften
Glycolnitril ist eine klare, farblose, ölige und giftige Flüssigkeit, die leicht in die giftigen Ausgangsstoffe Formaldehyd und Cyanwasserstoff zerfällt und unter dem Einwirken von Alkalien explosionsartig polymerisieren kann.

## Anwendungen
Glycolnitril trimerisiert in verdünnter wässriger Lösung bei pH 8 und 0 °C in 47%iger Ausbeute zu 4-Amino-5-hydroxy-2,6-di(hydroxymethyl)-pyrimidin:
Durch Umsetzung mit überschüssigem Ammoniak entsteht Aminoacetonitril,
das durch alkalische (neben Glycin entstehen andere α-Aminosäuren, wie z. B. Alanin oder Threonin) oder saure Hydrolyse der Nitrilgruppe in die Aminosäure Glycin überführt wird.
Glycin ist auch direkt aus Glycolnitril durch Reaktion mit überschüssigem Ammoniak und Kohlendioxid in guter Ausbeute (ca. 85 %) und Reinheit (>98 %) unter Bildung des entsprechenden Hydantoins und direkt anschließender Spaltung in die Aminosäure zugänglich.
bzw.
Das oft als Nebenprodukt des Glycolnitril-Synthese anfallende Iminodiacetonitril (IDAN) lässt sich gezielt durch Umsetzung von Glycolnitril mit Ammoniak bei pH 5 und 70 °C in Ausbeuten um 80 % durch Substitution von zwei Wasserstoffatomen des Ammoniaks durch zwei –CH2-CN-Gruppen herstellen.
Die Synthese von Nitrilotriacetonitril (NTAN, durch Substitution sämtlicher Wasserstoffatome des Ammoniaks durch drei –CH2-CN-Gruppen) gemäß der Bruttoreaktionsgleichung
{\displaystyle {\ce {NH3 + 3HCHO + 3HCN->N(CH2 CN)3}}}
verläuft vermutlich über intermediär entstehendes Glycolnitril. Dieser Reaktionsverlauf wurde bereits in einer frühen Publikation postuliert.
Glycolsäure ist aus Glycolnitril über eine Nitrilase-katalysierte enzymatische Umsetzung zu Ammoniumglycolat, das mittels Elektrodialyse, Behandlung mit Ionenaustauschern, Reaktivextraktion, z. B. mit langkettigen (C8 – C10) Trialkylaminen, oder Veresterung mit Methanol zu Methylglycolat und anschließende Hydrolyse zugänglich.
Glycolnitril (4 mol) reagiert mit Ethylendiamin (1 mol) in Gegenwart von Natronlauge zum Tetranatriumsalz der Ethylendiamintetraessigsäure (EDTA) – eines häufig verwendeten Komplexbildners. Reaktionsbedingungen und Ausbeuten werden nicht angegeben.
Die Reaktion von Glycolnitril (2 mol) mit Ethylendiamin (1 mol) bei 60 °C liefert Ethylendiamindiacetonitril (EDDN), das mit äquimolaren Mengen HCN und HCHO bei 60 °C Ethylendiamintetraacetonitril (EDTN) in 74%iger Ausbeute ergibt.
Durch Hydrolyse des Tetranitrils mit 40%iger Natronlauge wird analog das Tetranatriumsalz der Ethylendiamintetraessigsäure (EDTA) gebildet.
Mit Ethylendiamin oder substituierten Ethylendiaminen, wie z. B. 2-(2-Aminoethylamino)ethanol entstehen durch Reaktion mit Glycolnitril bei 100 °C 2-Piperazinone, die sich als Absorptionsmedium für Schwefeldioxid in Gaswäschern eignen.
Der relativ gut bioabbaubare (80 % in 5 Tagen) Komplexbildner 2-Hydroxyethyliminodiessigsäure (HEIDA) ist durch zweimalige Reaktion von Glycolnitril mit 2-Aminoethanol zugänglich.
Wegen seiner Instabilität wird Glycolnitril als Zwischenprodukt bei Reaktionen mit Cyanwasserstoff und Formaldehyd in der Regel nicht isoliert, sondern direkt zum gewünschten Endprodukt, z. B. Glycin, IDAN, NTAN oder EDTN verarbeitet.
Die Oligomerisierung von Glycolnitril zu Aminooxazolen wird als möglicher Bildungsweg von Heterocyclen in der frühen Erdgeschichte diskutiert.